# طسمیجان

طسمیجان دومین شهر زیر زمینی و تاریخی ایران

طسمیجان شهری زیرزمینی در سفیدشهر شهرستان آران و بیدگل در استان اصفهان  ایران است.

## پیشینه
دومین شهر زیر زمینی و تاریخی ایران طسمیجان در سفید شهر قرار دارد که احتمالاً متعلق به سده ۵ و ۶ هجری قمری است و دارای فضاهای متعدد در چندین سطح است که در برخی از قسمت‌ها و اشیای کشف شده در این شهر زیر زمینی در موزه‌های مختلف به نمایش گذاشته شده‌است.
تا کنون دو فصل کاوش در شهر زیر زمینی طسمیجان صورت گرفته است. مسیر پیش روی کاوش در این مجموعه، با تلاش های دکتر سید محمد ساداتی نژاد و انجمن دوستداران میراث فرهنگی سفیدشهر بویژه رایزنی با مالکین این مجموعه، برای وقف کردن بناهای خود به این انجمن، در سال ۱۳۹۶ هموار گردید.   

## معماری
ترمیم و بازسازی شهر زیرزمینی طسمیجان ۴۲ هکتار بافت تاریخی در شهر سفیدشهر است بر اساس مستندات باستان‌شناسی که تا کنون مطالعه شده، معماری این سازه قدیمی، در چند سطح غیر متقارن و متفاوت ساخته شده‌است که الان سه سطح غیر هم سطح آن را تشخیص داده شد.
طول این بنا ۱۵ متر و عرض آن ۹ متر و ارتفاع صفه‌ها ۲۴۰ سانتیمتر است، که دارای جذابیت ویژه ای به لحاظ معماری می‌باشد. از مواد فرهنگی بدست آمده در کاوش‌های امسال در این دو اثر تاریخی می‌توان به سفال‌های بدون لعاب و نقش افزوده و قالبی و سفالهای مرصع کاری شده و سفال‌های با طیف رنگ‌های مختلف و سفالهای قلم مشکی اشاره کرد.

## کاربرد
به گفته سرپرست کاوش این مکان، یک احتمال وجود دارد که از این مکان برای مخفی گاه استفاده می شده است، احتمال دیگر آن است که با توجه به کشف مهرکده نرسه در همان نزدیکی، این مجموعه،راه مخفی برای ورود به این مهرکده بوده است. مهرکده نرسه،  یک مهرکده است که در ذیل قدمگاه علی سفیدشهر قرار دارد و برای عبادت استفاده می‌شده و به دوران قبل از اسلام مربوط است که از آئین میترائیسم بوده و سپس به کلیسا بدل شده‌است، این بنا دارای پلان چلیپایی بوده وچهار صفه با سقف جناغی شکل و تختگاه برای نشستن است و آئین میترائیسم قبل از زرتشت بوده و پس از مدتی به کلیسا تبدیل شده‌است. برای اطلاعات بیشتر در این زمینه میتوانید به کانال انجمن دوستداران میراث فرهنگی سفیدشهر در تلگرام مراجعه نمائید. 